# Bénédiction (roman)
Bénédiction est le troisième roman de Claude Silve publié en 1935 aux éditions Grasset et ayant reçu la même année le prix Femina.

## Éditions
- Bénédiction, éditions Grasset, 1935.
- Bénédiction, collection « Le Livre moderne illustré », no 329, éditions Ferenczi & fils, Paris, 1939. Illustrée de gravures sur bois de Georges Tcherkessof.